# Casa a fossa

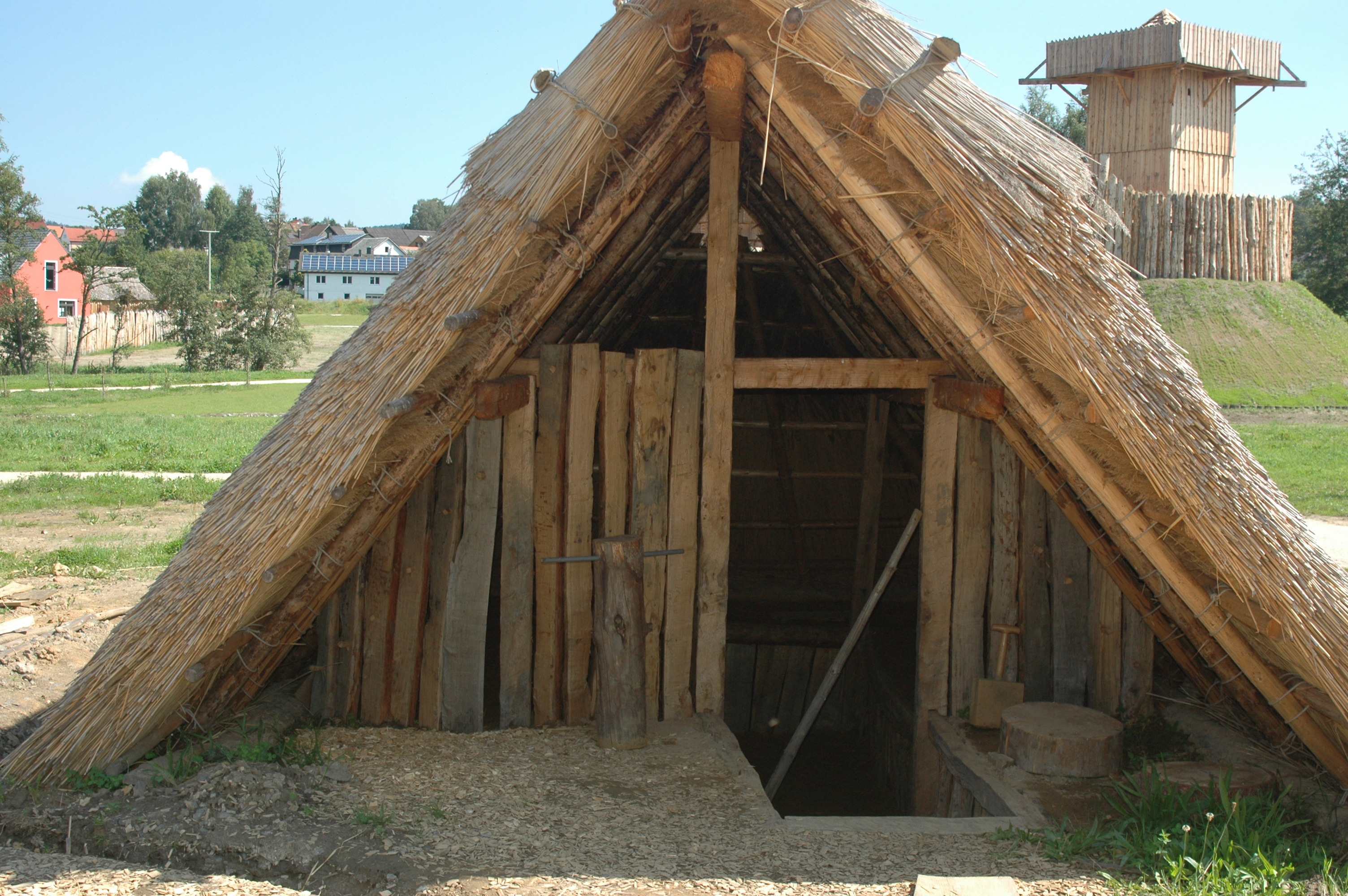
Una casa a fossa (Grubenhaus) a Bärnau (Germania)

Una casa a fossa (in inglese pit-house) è un'abitazione primitiva scavata nel terreno e coperta. Oltre a fornire riparo da condizioni meteorologiche estreme, queste strutture possono essere usate anche per immagazzinare il cibo e per svolgere attività culturali come narrazioni di storie, balli, canti e celebrazioni.
In archeologia, le case a fossa sono denominate anche edifici con elementi sommersi e si trovano in numerose culture in tutto il mondo. Queste comprendono i popoli del Sud-ovest americano, compresi i Pueblo ancestrali, le antiche culture di Fremont e dei Mogolloni, i Cherokee, gli Inuit, i popoli dell'Altopiano e i residenti arcaici del Wyoming (Smith 2003) in America del Nord; i residenti arcaici del bacino del Lago Titicaca (Craig 2005) in America del Sud; gli Anglosassoni in Europa; e il popolo Jōmon in Giappone. Le case a fossa anglosassoni potrebbero in realtà aver rappresentato edifici destinati a funzioni diverse dalle semplici abitazioni e hanno un nome specializzato derivato dal tedesco, Grubenhaus.
Solitamente, tutto ciò che rimane dell'antica casa a fossa è una cavità scavata nel terreno e qualche buca dei pali (posthole) usata per sostenere il tetto. Nel XIX secolo, si credeva che la maggior parte dei popoli preistorici vivessero in case a fossa, anche se da allora è stato provato che molti degli elementi considerati come case erano in realtà fosse per immagazzinare i cibi o servivano ad altri scopi.

## Abitazioni di ossa di mammut

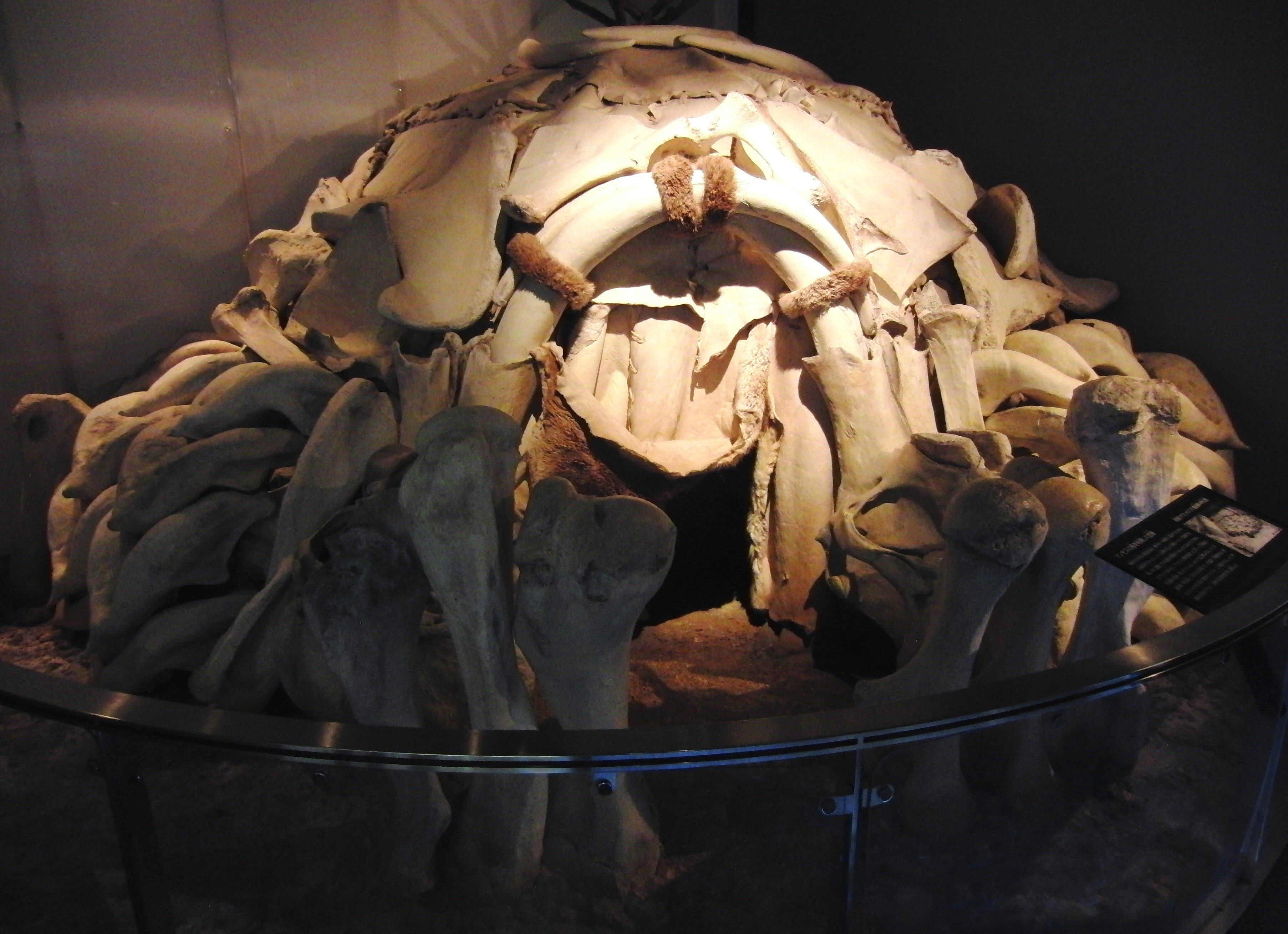
Abitazioni di ossa di mammut

Le più antiche abitazioni a fossa furono scoperte a Mežyrič (Ucraina centrale). Risalenti a 15.000 anni fa, all'era del Paleolitico superiore, le case erano fatte di ossa di mammut. La base è di forma circolare od ovale, da 4 a 6 metri di diametro, con le ossa degli arti usate per i muri e le ossa più leggere, piatte usate per il tetto. Presumibilmente, pelli animali erano stese intorno all'esterno per assicurare l'isolamento. Ogni abitazione aveva un focolare. Gruppi di case erano disposte intorno alla pianta di un campo base, occupata dalle famiglie o dai parenti per settimane o mesi.

## Europa del primo Medioevo

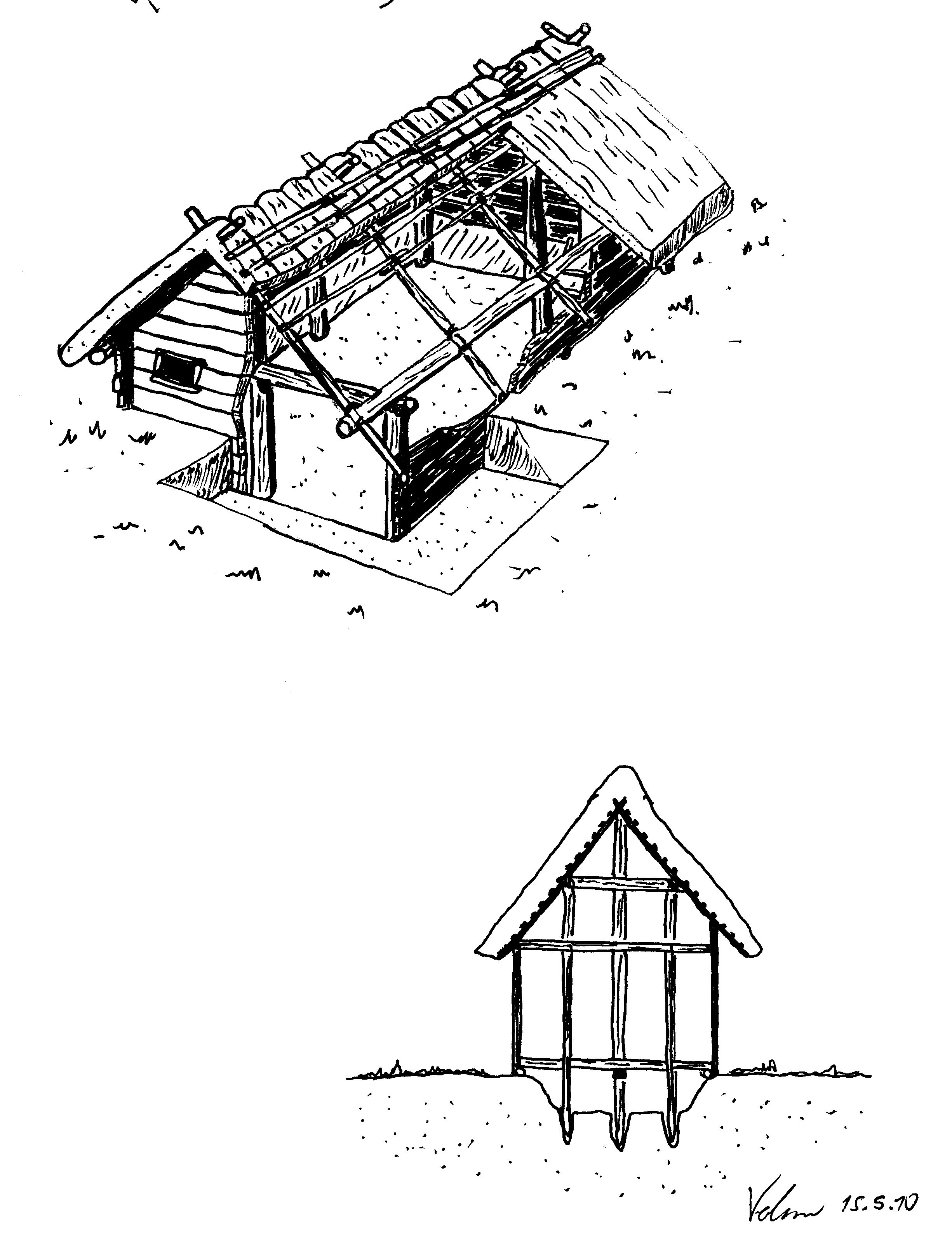

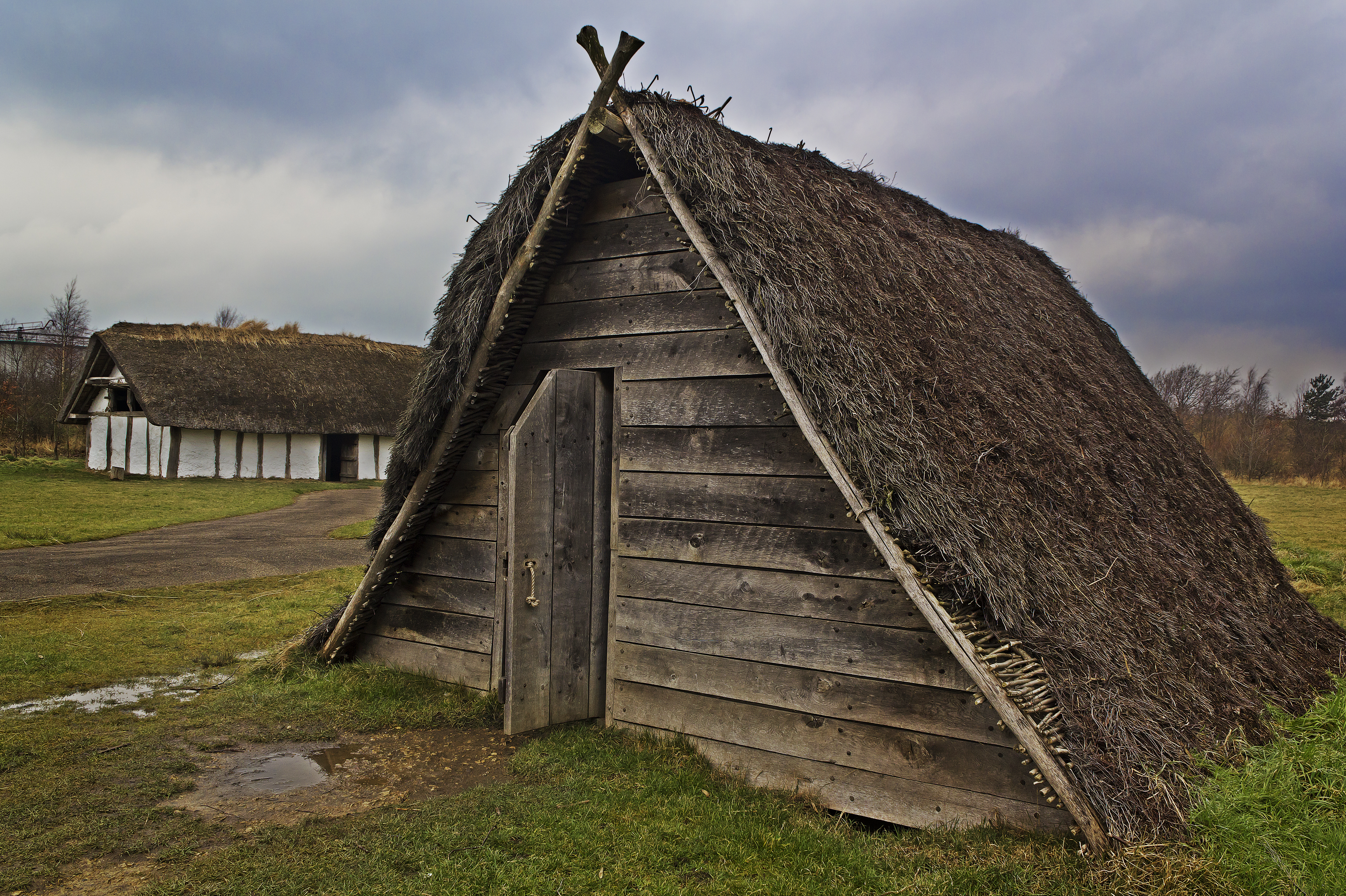
Una ricostruzione

Le case a fossa furono costruite in molte parti dell'Europa settentrionale tra il V e il XII secolo d.C. In Germania sono note come Grubenhäuser, nel Regno Unito sono chiamate a volte grubhuts o grubhouses.
Le prove archeologiche indicano che erano costruite in una fossa sub-rettangolare bassa, profonda circa 250 mm e delle dimensioni di circa 2 m per 1,5 m. Dentro questa fossa erano posti due grossi pali di legno in buche (postholes) a entrambe le estremità dell'asse lungo. Alcuni archeologi hanno suggerito che un pavimento di legno sospeso giacesse sulla fossa e che la cavità sottostante fosse usato come magazzino o per controllare l'umidità, anche se altri hanno contestato questa ipotesi, suggerendo che le grubenhäuser non avessero affatto pavimenti sospesi. Un tetto a doppia falda sostenuto dai pali di legno copriva la capanna, che probabilmente non aveva finestre e aveva un'unica entrata su un lato.
Le Grubenhäuser sono spesso intese come abitazioni domestiche. Tuttavia, il loro uso potrebbe essere variato – specialmente su base regionale. In Europa occidentale la loro piccola dimensione, il fatto che si possano trovare vicino ad altri edifici e i connessi ritrovamenti di pesi per telai hanno condotto a proporre la teoria che avessero uno scopo specializzato come capannoni per la tessitura. Nelle regioni slavoniche dell'Europa orientale, le Grubenhäuser sono più grandi e spesso hanno un camino. Nella maggior parte degli insediamenti non si sono trovati elementi di edifici al livello del terreno.
Vi sono ricostruzioni di case a fossa in parecchi musei all'aperto, ad es. nel Centro archeologico di Hitzacker, nel Museo e Parco di Kalkriese, nel Museo archeologico all'aperto di Oerlinghausen e la Tomba di Hochdorf.

## Case a fossa nelle Grandi Pianure

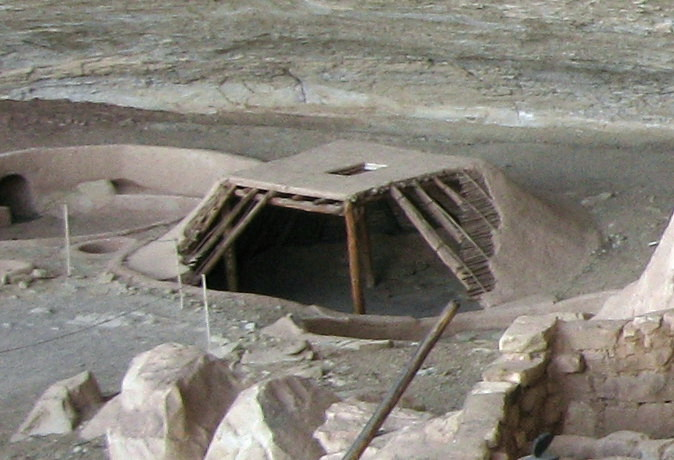
Una ricostruzione di una casa a fossa presso le rovine della Step House (Casa a gradini) nel Parco nazionale di Mesa Verde (Stati Uniti d'America), mostra la fossa scavata sotto un dislivello, quattro pali di sostegno, la struttura del tetto formata da strati di legno e fango, e l'entrata attraverso il tetto.

In America del Nord, nelle Grandi Pianure nord-occidentali e nella regione limitrofa dell'Altopiano, i cambiamenti climatici e le condizioni estreme di temperatura e meteorologiche rendevano difficile vivere tutto l'anno. Le estati afose portarono alla costruzione di semplici tende, che erano strutture trasportabili e che potevano essere smontate per gli spostamenti. Per i freddi mesi invernali, le case a fossa fornivano il riparo caldo e protetto necessario per la sopravvivenza.

## Modelli transculturali

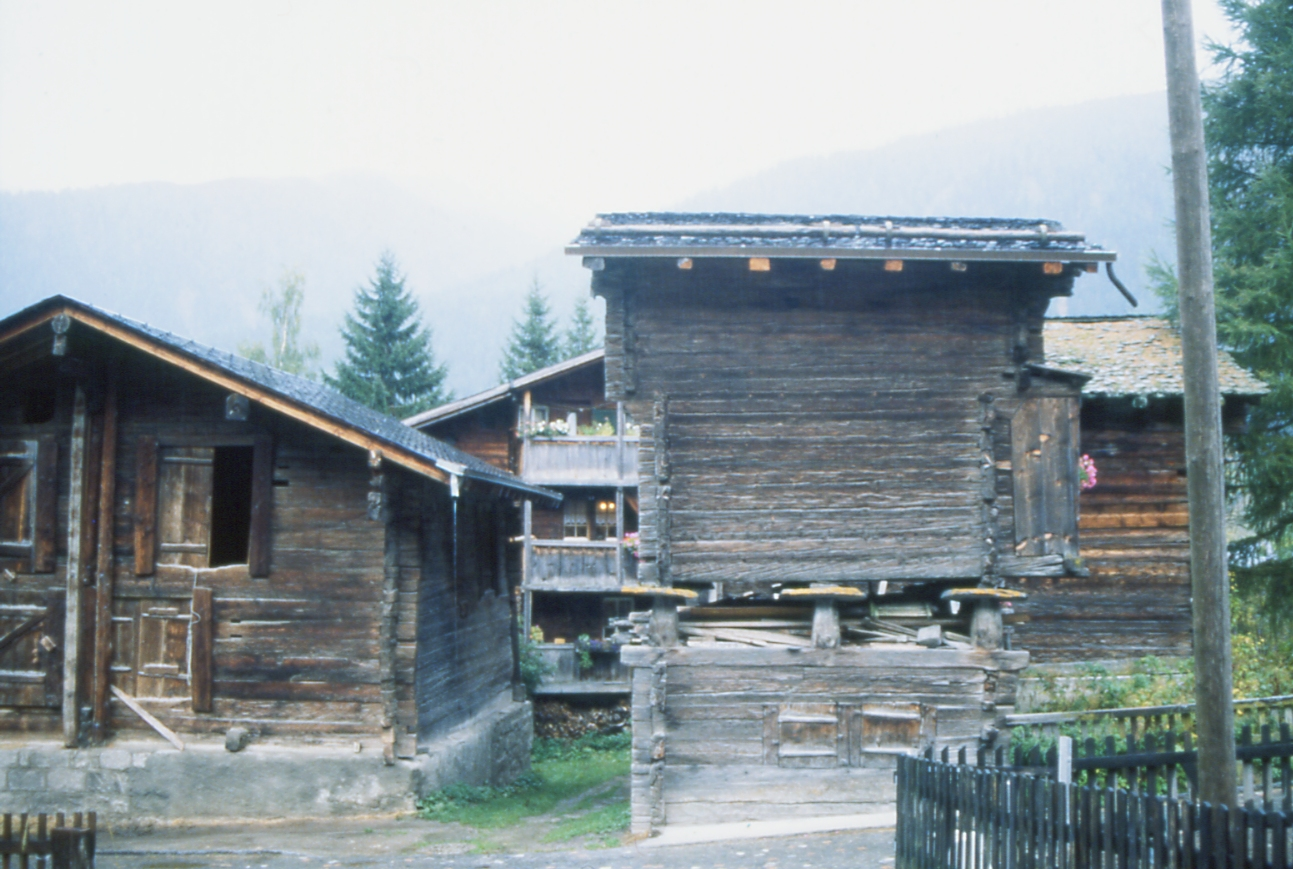
Fienile su uno scantinato di legno – le tracce sul terreno apparirebbero come una "casa a fossa".

Un modello transculturale delle architetture delle case a fossa, attraverso un censimento basato sull'Ethnographic Atlas di George Murdock (1967), ha trovato che 82 delle 862 società del campione occupano strutture a fossa come loro abitazioni primarie o secondarie.
Tutte le 82 società, tranne sei, vivono sopra il 32º parallelo di latitudine nord, e quattro delle sei case in questo campione che si trovano al di sotto del 32º parallelo nord sono di regioni di "alta montagna" in Africa orientale, Paraguay e Brasile orientale. L'ultimo esempio è degli Yami, una popolazione che occupava una piccola isola a sud di Formosa (Taiwan).
Tre condizioni erano sempre presenti tra i gruppi del campione: 1) clima non tropicale durante la stagione di residenza nella struttura a fossa; 2) uno schema d'insediamento minimo di due stagioni; 3) affidamento sul cibo immagazzinato durante il periodo di occupazione della fossa. Naturalmente, queste condizioni possono essere legate ad altri fattori della società e la presenza di alcuni o di tutti e tre questi elementi nella società non comporta automaticamente l'occupazione di strutture a fossa. Nondimeno, queste tre condizioni erano presenti in tutti i casi di occupazione delle strutture a fossa censiti nell'Ethnographic Atlas. Altri schemi culturali erano comuni, ma non universali in tutto il campione. Questi elementi comuni comprendono: occupazione nella stagione fredda, basse stime della popolazione e sistemi politici ed economici semplici.
Il campione etnografico è basato quasi interamente su studi di casi relativi a società localizzate nelle latitudini settentrionali. Il periodo di occupazione delle strutture a fossa è generalmente durante la stagione fredda. Ciò è dovuto probabilmente alla loro efficienza termica. Scavate nel terreno, le strutture a fossa traggono vantaggio dalle proprietà isolanti del suolo, come pure dal fatto di avere un profilo basso che le protegge dall'esposizione alla perdita di calore indotta dal vento. Poiché la perdita di calore per trasmissione è minore rispetto alle strutture al di sopra del terreno, occorre meno energia per mantenere temperature stabili dentro la struttura.
Degli 82 casi etnografici nell'Ethnographic Atlas, 50 società avevano stime della popolazione e di queste il 64% avevano meno di 100 persone per insediamento. Soltanto nel 6% dei casi vi erano più di 400 persone per insediamento. I casi con le più alte densità di popolazione erano gli Arikara e gli Hidatsa delle Grandi Pianure nordamericane e i Konso dell'Etiopia. Gilman attribuisce le alte densità di popolazione alla disponibilità della carne di bisonte.
Le occupazioni delle strutture a fossa sono generalmente associate a sistemi politici ed economici semplici. Per l'86% del campione, la stratificazione in classi e le distinzioni sociali basate sulla ricchezza non ereditaria erano indicate come assenti. Tuttavia, alcune società con abitazioni a fossa sono caratterizzate da complessità nei livelli di comando. In termini di organizzazione economica, il 77% delle società che occupano strutture a fossa avevano un'economia basata sulla caccia e sulla raccolta. Si tratta di una frazione elevata del campione, ma questa non è considerata universalmente coerente come l'insediamento in due stagioni e l'affidamento sui cibi immagazzinati durante l'occupazione delle strutture a fossa.
Durante la parte dell'anno in cui le persone non stanno vivendo nelle strutture a fossa le loro attività dovrebbero essere incentrate sulla ricerca di cibi da conservare. Sulla base del campione dell'Ethnographic Atlas, ciò può avvenire o attraverso la caccia e la raccolta o attraverso l'attività agricola.
Molti differenti gruppi preistorici usavano case a fossa. Sebbene generalmente associate alle culture del Sud-Ovest americano, come Fremont, Pueblo, Anasazi, Hohokam e Mogollon, le case a fossa furono usate da un'ampia varietà di popoli in un'ampia varietà di luoghi durante gli ultimi 12.000 anni.